# Осмонд, Кэйтлин
Кэйтлин Осмонд (англ. Kaetlyn Osmond, родилась 5 декабря 1995, Мэристаун) — канадская фигуристка, олимпийская чемпионка (командный турнир, 2018), серебряный и бронзовый призёр Игр (командный турнир, 2014; личный турнир, 2018), чемпионка мира (2018) и серебряный призёр мирового первенства (2017), трёхкратная чемпионка Канады (2013, 2014, 2017), победительница турниров Skate Canada (2012) и Nebelhorn Trophy (2012, 2015).
Осмонд начала заниматься фигурным катанием в возрасте трёх лет, последовав примеру старшей сестры. В 2012 году она впервые приняла участие во взрослом чемпионате Канады, сразу же завоевав бронзовую медаль. Успехи на взрослом уровне пришли быстро: в том же году она стала победительницей канадского этапа Гран-при, в следующем году приняла участие на «домашнем» чемпионате мира, а затем представляла Канаду на Олимпиаде в Сочи в командных и личных соревнованиях. После Олимпиады спортсменка реабилитировалась после полученных травм, а в 2017 году после восстановления завоевала серебро на чемпионате мира, став первой медалисткой мирового первенства из Канады с 2009 года, когда серебряную медаль выиграла Джоанни Рошетт. Результаты продолжали регулярно улучшаться, и в 2018 году она стала олимпийской чемпионкой в командных соревнованиях, бронзовым призёром в личных, а также чемпионкой мира.
Кэйтлин Осмонд исполняет прыжки с высокой амплитудой, сильные связующие элементы. Её выступления отличаются своеобразным исполнением, в частности, СМИ и аудитория фигурного катания отмечает способность Кэйтлин войти в образ при исполнении программ. Помимо этого, фигуристка уделяет особое внимание постановке программ, усердно работая с тренерским штабом и хореографами.

## Биография

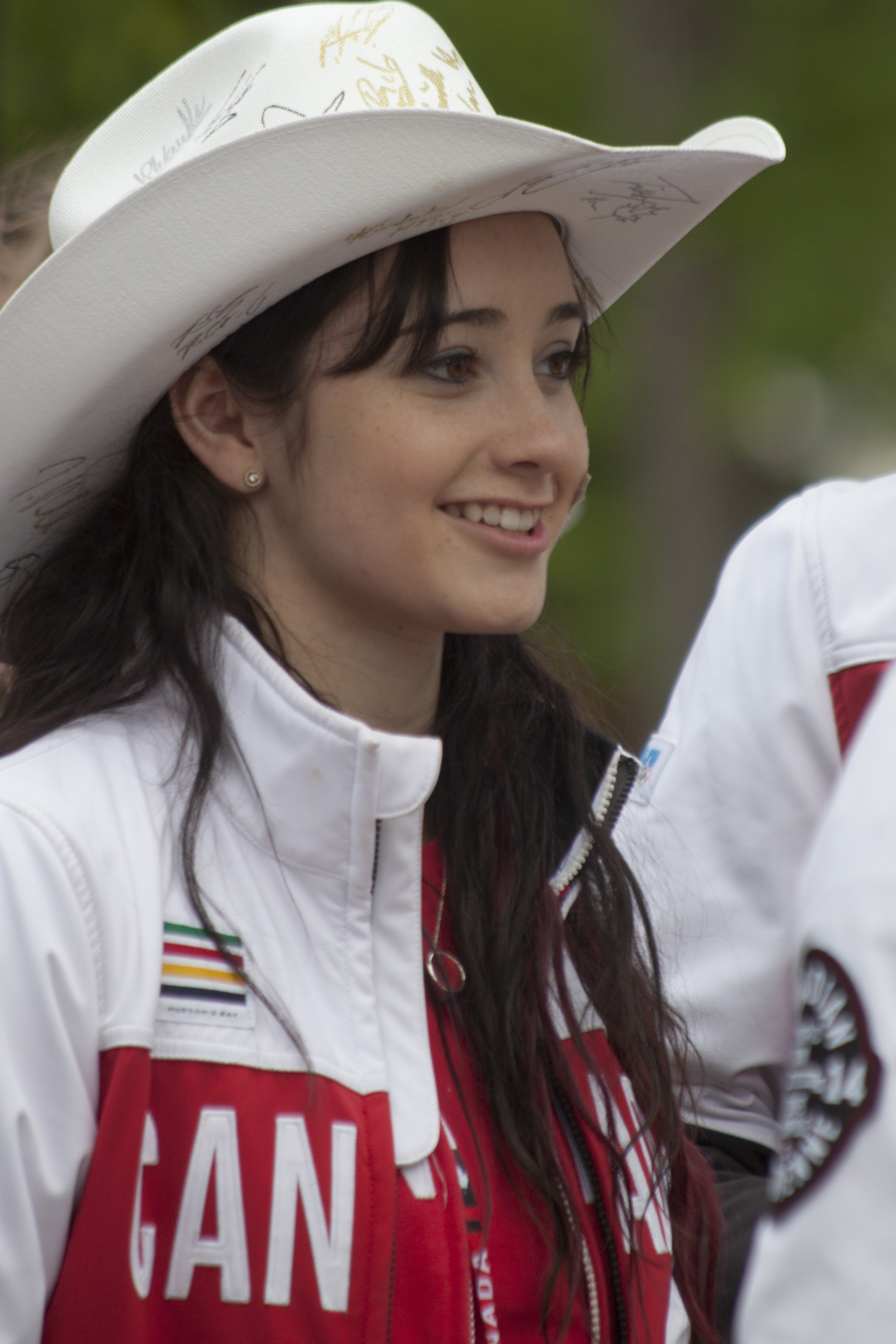
Осмонд во время «парада чемпионов» в Калгари (2014)

Кэйтлин Осмонд родилась в Мэристауне (провинция Ньюфаундленд и Лабрадор) в семье Джеффа и Джеки Осмонд. У неё есть старшая сестра Наташа и брат Гэри. Старшая сестра канадки первая начала заниматься фигурным катанием, а так как летом в родном Мэристауне каток не работал, семья  переехала в Монреаль, чтобы обеспечить Наташе тренировочный процесс. Именно тогда талант фигуристки заметили и у Кэйтлин, и они вместе стали тренироваться в Монреале, проживая там с тётей. Позже Кэйтлин с семьёй переехала в провинцию Альберта.  Она тренируется в Эдмонтоне в клубе «Ice Palace FSC» под руководством Рави Валии.
В родном городе в честь фигуристки был назван каток. Осмонд обучалась в спортивно-ориентированной академии Вими-Ридж, а также пользовалась возможностями дистанционного обучения, что позволяло ей соблюдать необходимый темп.
За пределами катка Кэйтлин нравится общаться с друзьями, она является любителем фотографии и увлекается чтением книг.

## Карьера

### Ранние годы
Кэйтлин Осмонд начала заниматься фигурным катанием в возрасте трёх лет, последовав примеру своей старшей сестры Наташи. В сезоне 2008/2009 Кэйтлин стала чемпионкой Канады на детском уровне (англ. Novice). В следующем сезоне она стала третьей на юниорском уровне. Благодаря этому достижению, Кэйтлин получила право участия на двух юниорских этапах Гран-при в сезоне 2010/2011, став десятой в Остраве (Чехия) с результатом 111,9 балла и девятой в японской Каруидзаве с суммой 108,72 балла. Фигуристка набрала всего три балла в зачёт девушек-юниорок, что не позволило ей принять участие в финале Гран-при в Пекине. На прошедшем в январе 2011 года чемпионате Канады она не смогла повторить прошлогодний результат, став лишь шестой среди девушек-юниорок.

### Сезон 2011/2012: взрослый чемпионат Канады

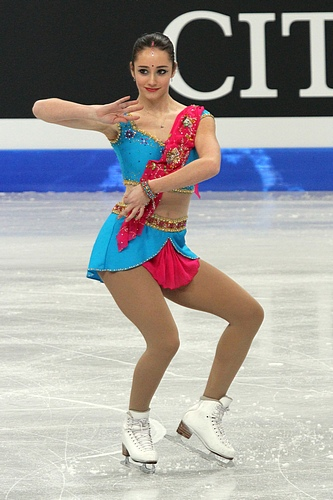
Осмонд на чемпионате мира среди юниоров в Минске (2012)

В сезоне 2011/2012 Осмонд впервые дебютировала на взрослом уровне, приняв участие в чемпионате Канады, где завоевала «бронзу». Она выиграла короткую программу, но в итоге уступила 4,04 балла победительнице Амели Лакост. Это достижение позволило канадке участвовать в юниорском чемпионате мира в Минске, Осмонд также участвовала в квалификационном раунде, выиграв его с результатом 97,36 балла. Но побороться за медали ей не удалось: в короткой программе с результатом 50,15 балла она стала девятой, а в произвольной, так же как и по сумме, стала десятой с результатами 96,10 и 146,25 баллов соответственно. При этом она уступила более 20 баллов бронзовой медалистке Аделине Сотниковой из России и 41 балл её соотечественнице Юлии Липницкой, выигравшей юниорский чемпионат.

### Сезон 2012/2013: первые международные победы на взрослом уровне
В начале сезона 2012/2013 Осмонд выиграла турнир Nebelhorn Trophy в Германии, опередив более чем на балл россиянку Аделину Сотникову. Спустя месяц завоевала «золото» на этапе Гран-при в Канаде, набрав в сумме 176,45 балла. Канадка на этом турнире опередила таких фигуристок, как Акико Судзуки, Елизавета Туктамышева и Грейси Голд.
В январе 2013 года Кэйтлин стала чемпионкой Канады среди взрослых, причём эта победа стала первой среди участниц не из Квебека. На чемпионате четырёх континентов, который проходил в феврале в японской Осаке, Осмонд в короткой программе стала лишь восьмой, не справившись с тройным флипом. На следующий день во время исполнения произвольной программы ей также не покорился этот прыжок, и были допущены ошибки на других, в частности, второй прыжок в первом каскаде (тулуп) оказался лишь одинарным вместо запланированного тройного. В итоге Кэйтлин заняла седьмое место с результатом 159,38 балла, что более чем на 17 баллов уступает её результату на канадском этапе Гран-при.
Осмонд приняла участие на чемпионате мира в канадском Лондоне, где стала восьмой. В короткой программе она заняла четвёртое место с результатом 64,73 балла, исполняя программу девятой среди 35 фигуристок. Таким образом, она более чем на 4 балла увеличила свой лучший результат, показанный на канадском этапе. После короткой программы многие эксперты и зрители назвали успех Осмонд крупнейшим с 1970-х годов. Тем не менее в произвольной программе, выступая предпоследней, она не сумела избежать ошибок, дважды упав на тройных тулупе и флипе, и с результатом 112,09 балла стала лишь десятой в сегменте, опустившись в итоге на восьмое место. Канадка уступила японке Мао Асаде, завоевавшей бронзовую медаль, чуть менее 20 баллов.

### Сезон 2013/2014: Олимпиада в Сочи

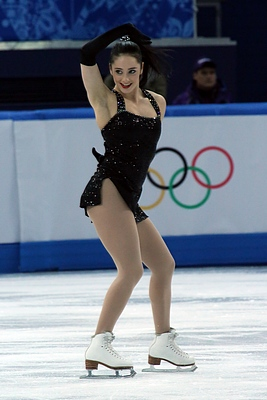
На Олимпиаде в Сочи канадка завоевала «серебро» в командном турнире

В начале олимпийского сезона канадка восстанавливалась после стрессового перелома левой лодыжки. Заняв пятое место в короткой программе на домашнем этапе Гран-при, Осмонд не смогла продолжить выступления на следующий день из-за травмы подколенного сухожилия. Также она не смогла выступить на этапе в России, куда была заявлена.
Осмонд восстановилась только к чемпионату Канады, который выиграла, завоевав право представлять свою страну на Олимпиаде в Сочи. Кэйтлин представляла свою страну в дебютировавшем в программе Олимпийских игр командном турнире, исполняя как короткую, так и произвольную программы. Канадка открывала соревнования в обеих программах, оба раза заняв пятое место, что принесло сборной Канады 12 очков из 20 возможных. В итоге канадцы стали серебряными призёрами, однако до «золота» отрыв оказался огромен — 10 баллов. В личном турнире короткая программа Осмонд не оказалась успешной — после «сдвоенного» тулупа вторым прыжком в каскаде и ошибки на двойном акселе она стала лишь 13-й со скромным результатом 56,18 балла, что на 6 баллов хуже результата командного турнира. В произвольной программе она также стала тринадцатой, однако набрала 112,8 балла, что оказалось лучше результата в командном турнире. В итоге, канадка стала 13-й с суммой 168,98 балла.

### С 2014 по 2016 годы: Травмы и неудачи

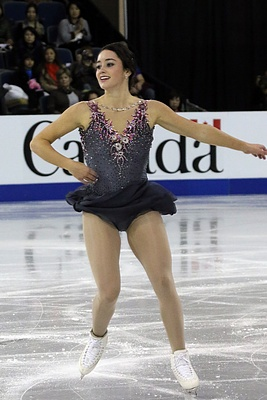
Осмонд на этапе Гран-при в Канаде (2015)

В сезоне 2014/2015 Кэйтлин была заявлена на этапы в Канаде и во Франции, а в её планах было исполнение тройного риттбергера в своих программах, которые она до этого не исполняла на соревнованиях, но полученная 11 сентября травма не позволила осуществить эти планы. В результате она пропустила весь оставшийся сезон.
Следующий сезон был чуть лучше, чем предыдущий: в сентябре она выиграла турнир в Оберстдорфе. Но хотя фигуристка и исполнила тройной риттбергер, о включении которого в свои программы говорила за год до этого, на этапах Гран-при выше шестого места подняться не получилось (этот результат был достигнут на NHK Trophy). На чемпионате Канады 2016 года Кэйтлин занимала первое место после короткой программы, но в итоге проиграла Ален Шартран и Габриэль Дэйлман и стала лишь третьей, получив право участвовать на чемпионате четырёх континентов в Тайбэе, однако на чемпионат мира в Бостон она не попала. Старт турнира в Тайване у канадки оказался неудачным: она стала только 11-й в короткой программе, оставшись без элемента, где был запланирован двойной аксель. В произвольной программе она выступила лучше, допустив только две ошибки: неправильное ребро на лутце и одинарный тулуп в каскаде. Заняв четвёртое место в произвольной программе, Кэйтлин поднялась на итоговое шестое место, уступив 6,15 балла обладательнице бронзовой медали Рике Хонго из Японии.

### Сезон 2016/2017: Возвращение в элиту
В конце октября 2016 года канадская фигуристка начала предолимпийский сезон на домашнем этапе Гран-при в Миссиссоге, где заняла второе место и улучшила своё прежнее достижение в короткой программе. В середине ноября она приняла участие на своём втором этапе Гран-при, Кубке Китая, проходившем в Пекине, где заняла второе место. Это позволило ей получить право участия в финале Гран-при, который проходил в Марселе.

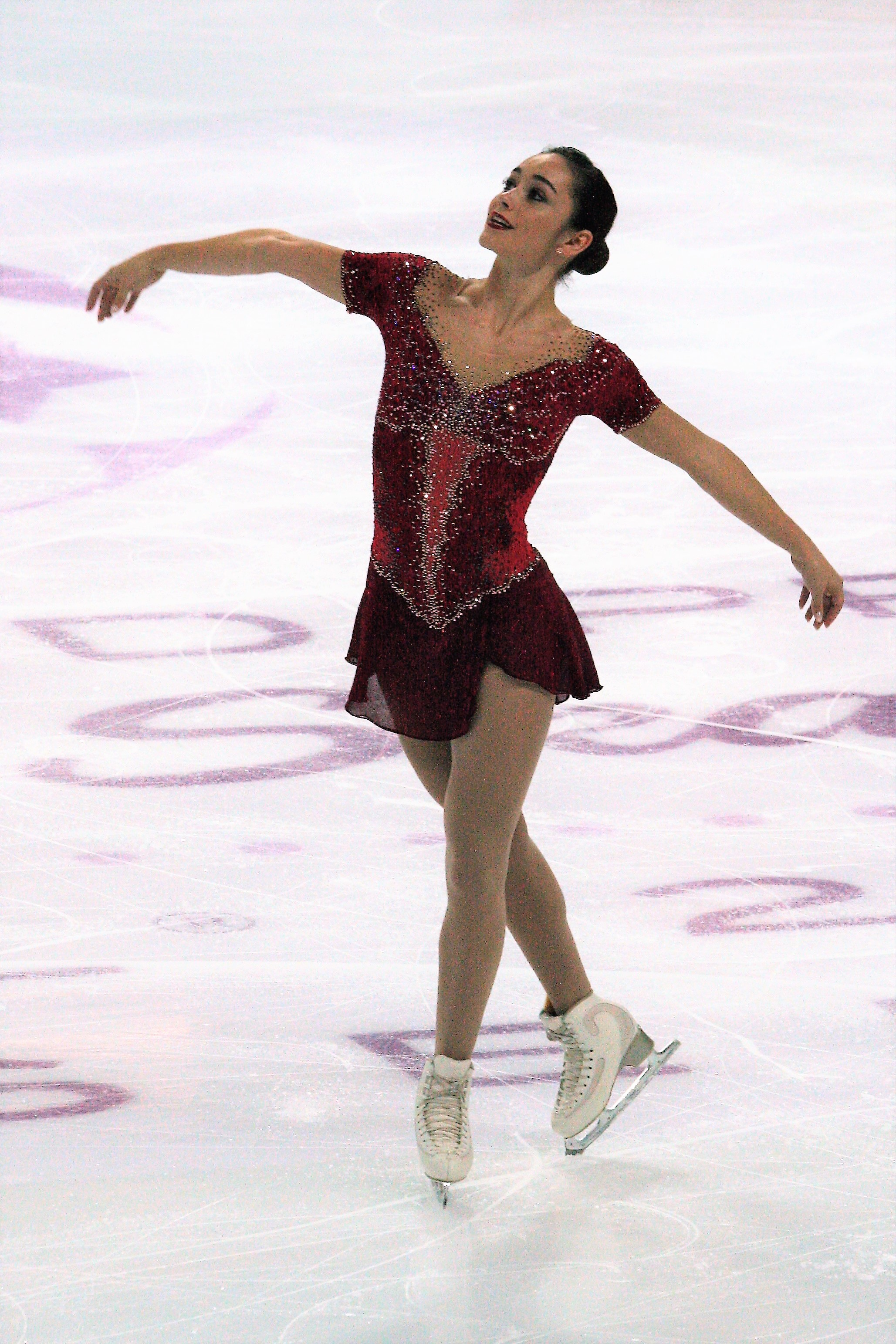
Кэйтлин не сумела выиграть медаль в финале Гран-при в Марселе, однако затем пришла череда успехов

В финальных соревнованиях во Франции она выступила удачно, превзойдя в короткой программе свой лучший результат и заняв второе место, уступив лишь россиянке Евгении Медведевой, которая побила мировой рекорд Мао Асады. Однако после произвольной программы она не сумела удержаться в медалистах, финишировав в итоге на четвёртом месте. При этом её результат как в произвольной программе, так и в сумме, стал также лучшим в карьере. В январе в Оттаве, на национальном чемпионате она смогла составить конкуренцию ведущим канадским фигуристкам и завоевала золотую медаль.

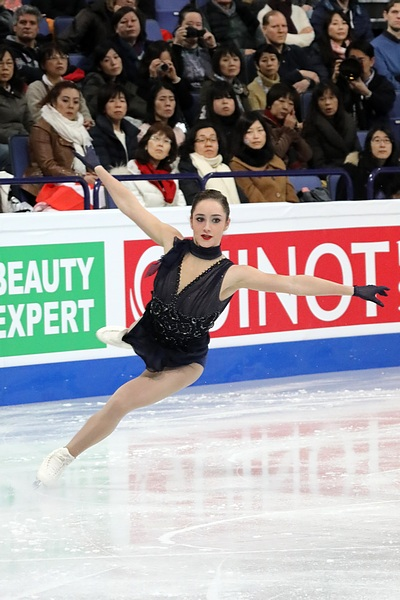
После «серебра» чемпионата мира вплоть до окончания Олимпиады-2018, Кэйтлин ни разу не оставалась без медали

В феврале 2017 года фигуристка выступала в Канныне на чемпионате четырёх континентов. Он рассматривался как «репетиция» Олимпиады, так как именно на этой арене в следующем году было запланировано проведение олимпийского турнира фигуристов. После короткой программы она занимала второе место, уступив 4 сотых балла своей соотечественнице Габриэль Дейлман. Произвольная программа у канадки сложилась неудачно: она трижды упала и вместо двойного акселя исполнила одинарный, заняв в сегменте лишь шестое место с результатом 115,96 балла. В итоге Осмонд заняла четвёртое место.
В конце марта Осмонд участвовала на чемпионате мира в Хельсинки. В короткой программе она снова улучшила личный рекорд, набрав 75,98 балла, вновь уступив только Евгении Медведевой. Произвольную программу Осмонд исполняла под музыку Джакомо Пуччини из оперы «Богема», представ в образе цветочницы Мими. Она чисто исполнила программу, допустив лишь единственную ошибку, «сдвоив» запланированный тройной риттбергер. Осмонд установила новые личные рекорды, набрав в сегменте 142,15 балла и в сумме 218,13 балла. Осмонд впервые в карьере выиграла медаль чемпионата мира, став серебряным призёром. При этом Кэйтлин и её соотечественница Габриэль Дейлман, ставшая в Хельсинки третьей, способствовали завоеванию трёх путёвок для своей страны на Олимпиаду в Южной Корее.
После окончания чемпионата мира короткая программа Кэйтлин Осмонд под композиции Эдит Пиаф стала самой известным и узнаваемым выступлением, журналом «Time» было отмечено, что Осмонд в этой программе прекрасно входит в образ, напоминая актрису Сид Чарисс.

### Сезон 2017/2018: золотые медали Олимпиады и чемпионата мира
В качестве произвольной программы Кэйтлин Осмонд в сезоне 2017/2018 была выбрана постановка под музыку из кинофильма «Чёрный лебедь». У канадки было желание поставить эту программу ещё в прошлом сезоне, однако её тренер Рави Валия и хореограф Джеффри Баттл посоветовали отложить эту идею, предложив в предолимпийском сезоне поставить «Богему». После успехов прошлого сезона тренерский штаб предложил вернуться к идее постановки ранее задуманной программы, и Осмонд сразу согласилась. Она отмечала, что в этой программе объединены классическое «Лебединое озеро» Чайковского и современные интерпретации, в частности, использована музыка Клинта Мэнселла и образы из фильма «Чёрный лебедь», а также современная хореография балетных артистов Нью-Йорка.

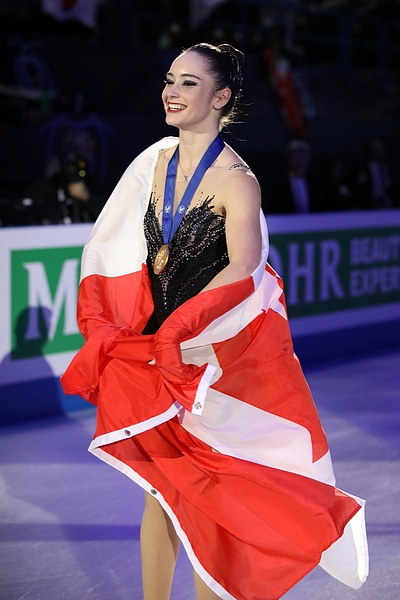
В Милане Кэйтлин Осмонд стала чемпионкой мира (2018)

Новый олимпийский сезон канадская фигуристка начала в Монреале, где на турнире Autumn Classic International финишировала на первом месте, при этом улучшив своё прежнее достижение в произвольной программе (новый результат — 142,34 балла). При этом, сразу после победы на осеннем турнире в Монреале, Осмонд решила сменить короткую программу под арию Джорджа Гершвина Summertime, вернув прошлогоднюю программу под композиции Эдит Пиаф. Сама фигуристка отметила: «Это не слабость, и тем более не паника, а совершенно осмысленный холодный расчёт».

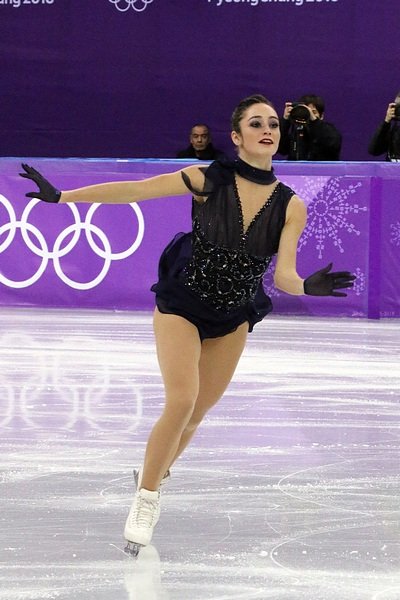
Осмонд исполняет короткую программу на Олимпиаде-2018

Через месяц фигуристка стартовала в серии Гран-при на домашнем этапе, где она уверенно финишировала первой. При этом ей удалось незначительно превзойти своё прежнее достижение в короткой программе. В середине ноября выступила на французском этапе Гран-при, где заняла третье место. Как оказалось впоследствии, это позволило ей выйти в финал Гран-при. На самом финале в Нагое спортсменка выступила удачно и заняла третье место. Ей удалось улучшить своё прежнее достижение в короткой программе, после которой она захватила лидерство.
В январе 2018 года Осмонд выиграла «серебро» на чемпионате Канады, а спустя месяц отправилась на Олимпиаду в Пхёнчхан. 11 февраля в рамках командного турнира выступила в короткой программе, уступив только итальянке Каролине Костнер и россиянке Евгении Медведевой. Таким образом, она принесла важнейшие для своей команды восемь очков из десяти возможных. Её партнёры по команде (заменившая её в произвольной программе Габриэль Дэйлман, Патрик Чан, Тесса Вертью и Скотт Моир, Меган Дюамель и Эрик Рэдфорд) выступили также успешно, заняв места не ниже третьего, и с огромным преимуществом в семь очков обыграли ближайших преследователей — Олимпийских спортсменов из России. Кэйтлин с партнёрами по команде впервые стала олимпийской чемпионкой. Спустя неделю, фигуристка блестяще исполнила свои программы в личном первенстве, сумев избежать тех ошибок, которые были допущены в короткой программе командного турнира, и завоевала бронзовую медаль, уступив только россиянкам Евгении Медведевой и Алине Загитовой. При этом фигуристка набрала огромную сумму баллов: больше, чем канадка, получали только россиянки, которым она уступила.
Менее чем через месяц Осмонд завоевала «золото» на чемпионате мира в Милане, обыграв своих сильнейших конкуренток — россиянку Загитову и итальянку Костнер. В короткой программе на мировом первенстве она допустила ряд ошибок и заняла четвёртое место. В произвольной программе фигуристка каталась первой в последней группе участниц и, избежав серьёзных ошибок, набрала больше 150 баллов, после чего никто не смог набрать даже 140 баллов (однако в предпоследней разминке 145 баллов набрала японка Вакаба Хигути и за счёт этого поднялась с восьмого места на второе). Занимая после короткой программы четвёртое место, канадка стала чемпионкой мира, при этом обойдя ближайшую конкурентку более чем на 12 баллов.

### Сезон 2018/2019
В межсезонье Осмонд заявила, что пропустит первую часть нового сезона из-за моральной усталости, и, таким образом, не выступит на этапах Гран-при. Также Кэйтлин сообщила, что хочет подумать о том, как долго она ещё планирует соревноваться. В мае объявила о завершении соревновательной карьеры.

## Стиль катания

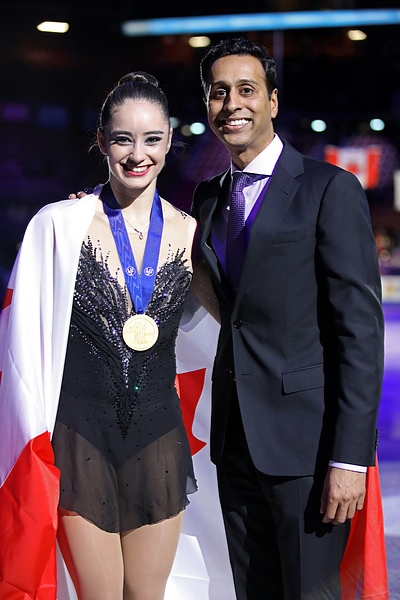
Кэйтлин Осмонд и её тренер Рави Валия после победы на чемпионате мира в Милане (2018)

Валентин Николаев, тренер олимпийской чемпионки 1994 года Оксаны Баюл, обратил внимание на Осмонд во время чемпионата мира 2013 года и высказал мнение о том, что она может побороться уже на грядущей Олимпиаде в Сочи за «золото»:
Если канадка так прокатается на Олимпийских играх, её не обыграть. Ни одного «пустого» захода на элементы, все накрепко «сшито». На этом турнире Мао Асада и Ким Юна оторвутся за счёт оценки за компоненты, а вот в Сочи эта девочка получит свои «восьмёрки».Валентин Николаев
В отличие от большинства других фигуристов, Осмонд исполняет прыжки по часовой стрелке. На соревнованиях исполняет такие элементы, как тройной флип — двойной тулуп, а также тройной риттбергер — тройной тулуп и двойной аксель — тройной тулуп. Кэйтлин исполняет прыжки с высокой амплитудой. Помимо хороших прыжков она также владеет сильными связующими элементами. Тем не менее травмы значительно усложняют исполнение и тренировку прыжков, иногда вызывая у фигуристки депрессию.
Кэйтлин Осмонд особое внимание уделяет постановке программ, усердно занимаясь с тренерами и хореографами. Так, её программа на сезон 2017/2018 была задумана ещё годом ранее, однако Рави Валия и Джеффри Баттл посоветовали ей отложить эту идею. Программа была поставлена спустя год, и по словам самой Осмонд, она старалась в отличие от других программ на тему «Лебединого озера» соединить как классический балет Чайковского, так и современные интерпретации этой темы, в частности, тему «Чёрного лебедя» из кинофильма 2010 года, музыку к которому писал Клинт Мэнселл. При постановке этой программы также внимание уделялось балетной постановке в театре Нью-Йорка.
Другая её программа, поставленная под композиции Эдит Пиаф, также стала известной, а журнал «Time» отмечал способность Осмонд войти в образ при исполнении этой программы, напоминая актрису Сид Чарисс.

## Программы

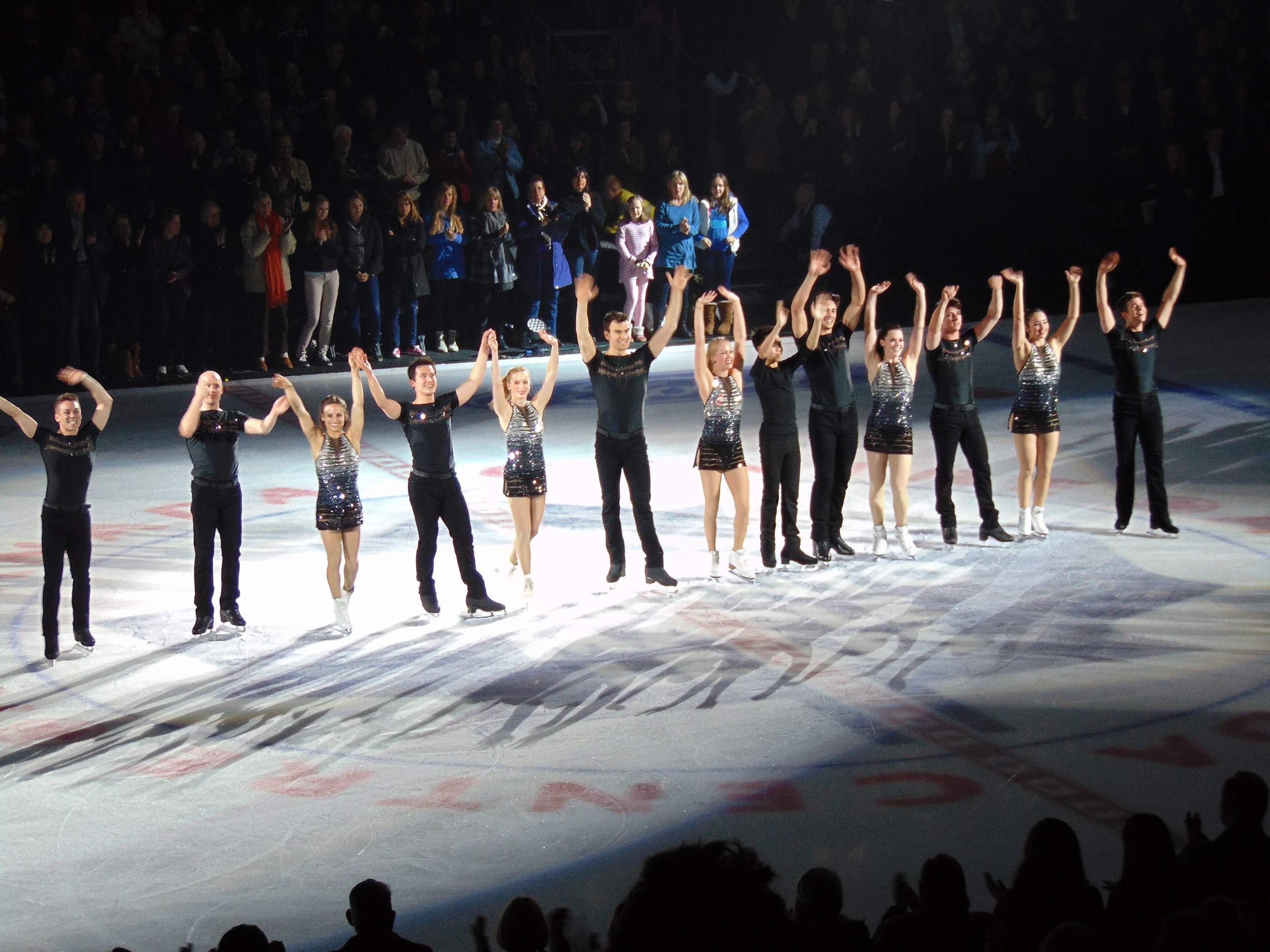
Кэйтлин Осмонд и другие фигуристы на шоу «Stars on Ice» в 2014 году

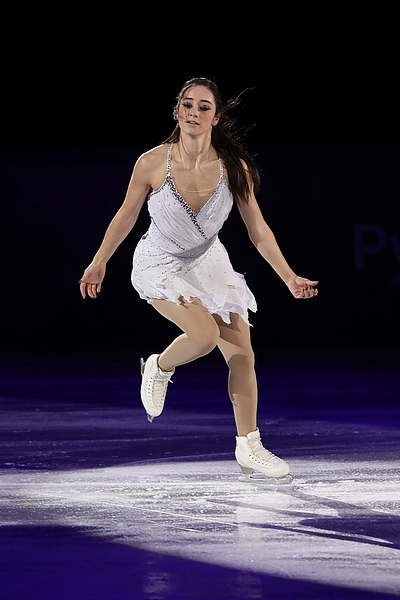
Показательное выступление Осмонд на Олимпиаде-2018

| Сезон     | Короткая программа | Произвольная программа | Показательное выступление |
| --------- | --- | --- | --- |
| 2017/2018 | - Sous le ciel de Paris в исполнении Эдит Пиаф - Milord в исполнении Эдит Пиаф хореограф-постановщик Лэнс Випонд - Summertime Джордж Гершвин хореограф-постановщик Лэнс Випонд | - «Лебединое озеро» Пётр Ильич Чайковский - Andante Allegro - No. 24 Scene: Allegro - Чёрный лебедь Clint Mansell хореограф-постановщик Джеффри Баттл              | - Too Darn Hot Коул Портер в исполнении Элла Фицджеральд хореограф-постановщик Ше-Линн Бурн - Lost Анук хореограф-постановщик Джеффри Баттл - Hallelujah Тори Келли - I Love It Icona Pop |
| 2016/2017 | - Sous le ciel de Paris в исполнении Эдит Пиаф - Milord в исполнении Эдит Пиаф хореограф-постановщик Лэнс Випонд                                                               | - Богема Джакомо Пуччини - Mimi Tells Her Story - Sono Andati хореограф-постановщик Джеффри Баттл                                                                  | - I Love It Icona Pop - Hallelujah Тори Келли - Wild Horses Наташа Бедингфилд |
| 2015/2016 | - La Vie en rose Синди Лопер хореограф-постановщик Лэнс Випонд | - Танго (Danzarin, Oblivion, Tanguera) Астор Пьяццола хореограф-постановщик Паскуале Камерленго                                                                    | - Human Кристина Перри - Wild Horses Наташа Бедингфилд хореограф-постановщик Джеффри Баттл - Lovefool Postmodern Jukebox в исполнении Хейли Рейнхарт хореограф-постановщик Лэнс Випонд    |
| 2014/2015 | - La Vie en rose Синди Лопер | - Танго (Danzarin, Oblivion, Tanguera) Астор Пьяццола хореограф-постановщик Паскуале Камерленго                                                                    | |
| 2013/2014 | - Big Spender - Rich Man’s Frug (из мюзикла «Милая Чарити» | - Саундтрек к фильму «Астерикс и Обеликс: Миссия «Клеопатра» Филипп Шани - Клеопатра и Цезарь Клод-Мишель Шёнберг и Дэвид Никсон хореограф-постановщик Лэнс Випонд | - Over the Rainbow Jewel - Mamma Knows Best Jewel |
| 2012/2013 | - Mambo N°8 Перес Прадо - Gwendoline Перес Прадо хореограф-постановщик Лэнс Випонд                                                                                             | - «Кармен» Жорж Бизе - Scene - Second Intermezzo - Adagio - хореограф-постановщик Лэнс Випонд                                                                      | - Reach - Hotel Nacional Глория Эстефан |
| 2011/2012 | - Your Good Name Майкл Данна - Ганеш Алла Ракха Рахман хореограф-постановщик Лэнс Випонд                                                                                       | - Интродукция и Рондо каприччиозо для скрипки с оркестром, ор. 28 Камиль Сен-Санс хореограф-постановщик Лэнс Випонд                                                | |
| 2010/2011 | - День из жизни Джефф Бэк хореограф-постановщик Лэнс Випонд | - Galicia Flamenca Франсиско Таррега, Жино д`Ори - Recuerdos de la Alhambra Франсиско Таррега, Жино д`Ори хореограф-постановщик Лэнс Випонд                        | |

## Результаты соревнований
| Соревнование                                                   | 08/09 | 09/10 | 10/11 | 11/12 | 12/13 | 13/14 | 15/16 | 16/17 | 17/18 |
| -------------------------------------------------------------- | ----- | ----- | ----- | ----- | ----- | ----- | ----- | ----- | ----- |
| Олимпийские игры — соревнование одиночниц                      |       |       |       |       |       | 13    |       |       | 3     |
| Олимпийские игры — командный турнир                            |       |       |       |       |       | 2     |       |       | 1     |
| Чемпионаты мира                                                |       |       |       |       | 8     | 11    |       | 2     | 1     |
| Командные чемпионаты мира                                      |       |       |       |       | 2/7   |       |       |       |       |
| Чемпионаты четырёх континентов                                 |       |       |       |       | 7     |       | 6     | 4     |       |
| Чемпионаты Канады                                              | 1 N.  | 3 J.  | 6 J.  | 3     | 1     | 1     | 3     | 1     | 2     |
| Финалы Гран-при                                                |       |       |       |       |       |       |       | 4     | 3     |
| Этапы Гран-при: Skate Canada                                   |       |       |       |       | 1     | WD    | 11    | 2     | 1     |
| Этапы Гран-при: NHK Trophy                                     |       |       |       |       |       |       | 6     |       |       |
| Этапы Гран-при: Кубок Китая                                    |       |       |       |       |       |       |       | 2     |       |
| Этапы Гран-при: Trophée de France                              |       |       |       |       |       |       |       |       | 3     |
| Nebelhorn                                                      |       |       |       |       | 1     |       | 1     |       |       |
| Finlandia Trophy                                               |       |       |       |       |       |       |       | 1     |       |
| Autumn Classic                                                 |       |       |       |       |       |       |       |       | 1     |
| Юниорские чемпионаты мира                                      |       |       |       | 10    |       |       |       |       |       |
| Юниорские этапы Гран-при: Чехия                                |       |       | 10    |       |       |       |       |       |       |
| Юниорские этапы Гран-при: Япония                               |       |       | 9     |       |       |       |       |       |       |
| Уровни: N. = детский уровень (новичок); J. = юниорский уровень |       |       |       |       |       |       |       |       |       |

### Подробные результаты
Малые медали вручаются только на чемпионатах под эгидой ИСУ  Текущие личные рекорды выделены жирным курсивом, Лучшие результаты сезона выделены жирным.
| Сезон 2009/2010            | Сезон 2009/2010                           | Сезон 2009/2010 | Сезон 2009/2010 | Сезон 2009/2010 | Сезон 2009/2010         |
| Дата                       | Соревнование                              | SP              | FS              | Σ               | Источники               |
| -------------------------- | ----------------------------------------- | --------------- | --------------- | --------------- | ----------------------- |
| 11–17 января 2010          | Чемпионат Канады 2010 (юниорский уровень) | 5 41,32         | 2 71,30         | 3 112,62        | [ 10 ]                  |
| Сезон 2010/2011            |                                           |                 |                 |                 |                         |
| Дата                       | Соревнование                              | SP              | FS              | Σ               | Источники               |
| 23–26 сентября 2010        | Юниорский этап Гран-при в Японии 2010     | 9 37,78         | 8 70,94         | 10 108,72       | [ 117 ] [ 118 ] [ 119 ] |
| 13–16 октября 2010         | Юниорский этап Гран-при в Чехии 2010      | 11 38,96        | 7 72,94         | 10 111,90       | [ 120 ] [ 121 ] [ 122 ] |
| 17–23 января 2011          | Чемпионат Канады 2011 (юниорский уровень) | 5 39,71         | 8 68,45         | 6 108,16        | [ 15 ]                  |
| Сезон 2011/2012            |                                           |                 |                 |                 |                         |
| Дата                       | Соревнование                              | SP              | FS              | Σ               | Источники               |
| 16–22 января 2012          | Чемпионат Канады 2012                     | 1 56,94         | 4 98,53         | 3 155,47        | [ 123 ]                 |
| 27 февраля – 4 марта 2012  | Чемпионат мира среди юниоров 2012         | 9 50,15         | 10 96,10        | 10 146,25       | [ 124 ]                 |
| Сезон 2012/2013            |                                           |                 |                 |                 |                         |
| Дата                       | Соревнование                              | SP              | FS              | Σ               | Источники               |
| 27–29 сентября 2012        | Nebelhorn Trophy 2012                     | 2 55,68         | 1 114,51        | 1 170,19        | [ 125 ]                 |
| 26–28 октября 2012         | Skate Canada 2012                         | 2 60,56         | 2 115,89        | 1 176,45        | [ 126 ]                 |
| 13–20 января 2013          | Чемпионат Канады 2013                     | 1 70,04         | 1 131,30        | 1 201,34        | [ 127 ]                 |
| 8–11 февраля 2013          | Чемпионат четырёх континентов 2013        | 8 56,22         | 7 103,16        | 7 159,38        | [ 128 ] [ 129 ] [ 130 ] |
| 10–17 марта 2013           | Чемпионат мира 2013                       | 4 64,73         | 10 112,09       | 8 176,82        | [ 131 ]                 |
| 11–14 апреля 2013          | Командный чемпионат мира 2013             | 7 55,18         | 7 109,67        | 2T / 7P 164,85  | [ 132 ]                 |
| Сезон 2013/2014            |                                           |                 |                 |                 |                         |
| Дата                       | Соревнование                              | SP              | FS              | Σ               | Источники               |
| 25–27 октября 2013         | Skate Canada 2013                         | 5 60,32         | –               | –               | [ 29 ] [ 133 ]          |
| 9–15 января 2014           | Чемпионат Канады 2014                     | 1 70,30         | 1 136,94        | 1 207,24        | [ 134 ]                 |
| 6–9 февраля 2014           | Зимние Олимпийские игры 2014 (команда)    | 5 62,54         | 5 110,73        | 2 65            | [ 35 ] [ 135 ] [ 136 ]  |
| 19–20 февраля 2014         | Зимние Олимпийские игры 2014              | 13 56,18        | 13 112,80       | 13 168,98       | [ 38 ] [ 137 ] [ 138 ]  |
| 24–30 марта 2014           | Чемпионат мира 2014                       | 8 62,92         | 13 107,72       | 11 170,64       | [ 139 ]                 |
| Сезон 2015/2016            |                                           |                 |                 |                 |                         |
| Дата                       | Соревнование                              | SP              | FS              | Σ               | Источники               |
| 24–26 сентября 2015        | Nebelhorn Trophy 2015                     | 1 59,67         | 1 119,74        | 1 179,41        | [ 140 ]                 |
| 30 октября – 1 ноября 2015 | Skate Canada 2015                         | 4 59,21         | 12 86,85        | 11 146,06       | [ 141 ]                 |
| 27–29 ноября 2015          | NHK Trophy 2015                           | 8 57,07         | 7 111,41        | 6 168,48        | [ 142 ]                 |
| 18–24 января 2016          | Чемпионат Канады 2016                     | 1 70,63         | 3 127,24        | 3 197,87        | [ 143 ]                 |
| 16–21 февраля 2016         | Чемпионат четырёх континентов 2016        | 11 56,14        | 4 119,49        | 6 175,63        | [ 144 ]                 |
| Сезон 2016/2017            |                                           |                 |                 |                 |                         |
| Дата                       | Соревнование                              | SP              | FS              | Σ               | Источники               |
| 6–10 октября 2016          | Finlandia Trophy 2016                     | 3 64,73         | 1 122,54        | 1 187,27        | [ 145 ]                 |
| 28–30 октября 2016         | Skate Canada 2016                         | 2 74,33         | 2 132,12        | 2 206,45        | [ 146 ]                 |
| 18–20 ноября 2016          | Cup of China 2016                         | 1 72,20         | 3 123,80        | 2 196,00        | [ 147 ]                 |
| 8–11 декабря 2016          | Финал Гран-при 2016/2017                  | 2 75,54         | 4 136,91        | 4 212,45        | [ 148 ]                 |
| 16–22 января 2017          | Чемпионат Канады 2017                     | 1 81,01         | 1 138,65        | 1 219,66        | [ 149 ]                 |
| 14–19 февраля 2017         | Чемпионат четырёх континентов 2017        | 2 68,21         | 6 115,96        | 4 184,17        | [ 150 ]                 |
| 29 марта – 2 апреля 2017   | Чемпионат мира 2017                       | 2 75,98         | 2 142,15        | 2 218,13        | [ 151 ]                 |
| Сезон 2017/2018            |                                           |                 |                 |                 |                         |
| Дата                       | Соревнование                              | SP              | FS              | Σ               | Источники               |
| 20–23 сентября 2017        | Autumn Classic 2017                       | 1 75,21         | 1 142,34        | 1 217,55        | [ 152 ] [ 153 ] [ 154 ] |
| 27–29 октября 2017         | Skate Canada 2017                         | 1 76,06         | 1 136,85        | 1 212,91        | [ 155 ]                 |
| 17–19 ноября 2017          | Internationaux de France 2017             | 1 69,05         | 4 137,72        | 3 206,77        | [ 156 ]                 |
| 7–10 декабря 2017          | Финал Гран-при 2017/2018                  | 1 77,04         | 5 138,12        | 3 215,16        | [ 157 ]                 |
| 8–14 января 2018           | Чемпионат Канады 2018                     | 2 71,41         | 2 147,32        | 2 218,73        | [ 158 ]                 |
| 9–12 февраля 2018          | Зимние Олимпийские игры 2018 (команда)    | 3 71,38         | –               | 1 73            | [ 159 ]                 |
| 21–23 февраля 2018         | Зимние Олимпийские игры 2018              | 3 78,87         | 3 152,15        | 3 231,02        | [ 159 ]                 |
| 21–23 марта 2018           | Чемпионат мира 2018                       | 4 72,73         | 1 150,50        | 1 223,23        | [ 160 ]                 |